# Nicolaas Dedel
Nicolaas Dedel (* 26. Januar 1597 in Delft; † 28. Februar 1646 in Leiden) war ein niederländischer Rechtswissenschaftler.

## Leben
Der Sohn des Direktors der ostindischen Kompanie in Delft Willem Joosten Dedel und dessen Frau Ida Bruijnsdr. van der Drussen, wurde im Alter von 17 Jahren 1616 als Student der Literatur an der Universität Leiden eingeschrieben. Nachdem er ein hinreichendes Studium der Artes liberalis absolviert hatte, begann er am 22. Oktober 1619 ein Studium der Rechtswissenschaften. Dieses beendete er im Mai 1620 mit seinem Doktorexamen, welches das Thema responsie de Fideicommissis behandelt hatte und er wurde daraufhin am 6. Juli desselben Jahres zum Doktor der Rechte promoviert. Danach arbeitete er als Advokat in Den Haag.
Am 9. Mai 1624 wurde er außerordentlicher Professor der Rechtswissenschaften nach Leiden berufen, er trat das Amt am 8. Juli desselben Jahres mit der Rede orationem doctam et elegantem in laudem theoriae Juris, quod illa praxi longe sit anteponenda an und unterrichtete in dieser Eigenschaft die Instituten. Am 9. Februar 1626 wurde er ordentlicher Professor der Rechte und hatte als solcher 1640 die Unterweisung der Digesten übernommen. Aus seiner Hand sind einige Ratschläge erhalten, auch in Zusammenarbeit mit anderen. Dedel beteiligte sich auch an den organisatorischen Aufgaben der Hochschule und war 1639/40 Rektor der Alma Mater.
Er heiratete am 28. Juli 1630 in Leiden Maria van Bleiswijck, Tochter des Delfter Bürgermeisters Dirk Evertszoon van Bleiswijck und dessen Frau Grietje Gerritsdr. Van der Eyck, sowie die Witwe des Cornelis van der Meer. Aus der Ehe stammen drei Kinder, welche jedoch jung verstarben.

## Weblink
- Dedel im Professorenkatalog der Universität Leiden

| Personendaten    | Personendaten                          |
| ---------------- | -------------------------------------- |
| NAME             | Dedel, Nicolaas                        |
| ALTERNATIVNAMEN  | Dedel, Nikolaus                        |
| KURZBESCHREIBUNG | niederländischer Rechtswissenschaftler |
| GEBURTSDATUM     | 26. Januar 1597                        |
| GEBURTSORT       | Delft                                  |
| STERBEDATUM      | 28. Februar 1646                       |
| STERBEORT        | Leiden                                 |